# 布魯薛-培根檢定
在统计学中，布魯薛－培根檢定（Breusch-Pagan檢定，常簡稱BP检验）是1979年由布伦斯和帕甘提出的方法，用来检验线性回归模型中是否存在异方差的问题。另外，丹尼斯·库克和韦斯伯格在1983年独立地提出了类似的方法。异方差的存在意味着模型的方差与自变量是相关的。
设回归模型为
{\displaystyle y=\beta _{0}+\beta _{1}x+u,\,}
对其进行回归可以得到一组残差{\displaystyle {\widehat {u}}}。普通最小二乘法要求方差与自变量无关，这时方差可以由残差平方和的平均值估计得到。但如果这个前提不成立，例如方差与自变量线性相关，就可以通过下列辅助回归，即残差平方对自变量进行回归检验出来：
{\displaystyle {\widehat {u}}^{2}=\gamma _{0}+\gamma _{1}x+v.\,}
这就是BP检验的一个情形。它实质上是卡方检验，检验统计量渐进于{\displaystyle n\chi ^{2}}，自由度与除常数项外的解释变量数相等。如果得到的p值小于一定阈值（如0.05）就可以拒绝零假设并认为异方差存在。
如果BP检验表明存在异方差存在，可以视情况使用加权最小二乘法（适用于异方差的分布已知时）或异方差稳健标准误方法。

## 流程
根据高斯-马尔可夫定理，在同方差的前提下，普通最小二乘估计是最佳的线性无偏估计，意即其方差相较其他任何估计量都更小。如果异方差存在，估计结果仍是无偏的，但其方差并不是最小的。在决定使用哪种估计方法之前，可以先进行BP测试来判断是否存在异方差。BP检验的前提是方差{\displaystyle \sigma _{i}^{2}=h(x_{i}^{T}\gamma )}与各个自变量有关，其中{\displaystyle x_{i}=(1,x_{2i},\ldots ,x_{pi})}是自变量，这里除去常数项以外共有{\displaystyle p-1}个解释变量。零假设亦即异方差不存在等价于{\displaystyle (p-1)}个约束：
{\displaystyle \gamma _{2}=\cdots =\gamma _{p}=0.}
BP测试分为以下三个步骤：
- 第一步：对原始模型进行普通最小二乘估计

{\displaystyle y=X\beta +\varepsilon }
并对每个观测都计算出残差{\displaystyle e_{i}}。
- 第二步：进行下列辅助回归

{\displaystyle e_{i}^{2}=\gamma _{1}+\gamma _{2}x_{2i}+\cdots +\gamma _{p}x_{pi}+\eta _{i}}
- 第三步：检验统计量LM等于第二步中辅助回归的决定系数乘以样本大小{\displaystyle n}：

{\displaystyle {\text{LM}}=nR^{2}\,.}
如果同方差的零假设成立，LM统计量是渐进于{\displaystyle \chi _{p-1}^{2}}分布的。

## 软件实现
在R语言中，能够完成BP检验的函数包括car包中的ncvTest函数、lmtest包中的bptest函数以及plm包中的plmtest函数等。
而Stata中计算回归后使用estat hettest命令，参数填写所有独立变量，即可进行BP检验。
在Python中，statsmodels.stats.diagnostic（statsmodels包）中的函数het_breuschpagan可进行BP检验。

## 拓展阅读
- Gujarati, Damodar N.; Porter, Dawn C.  Fifth. New York: McGraw-Hill Irwin. 2009: 385–86. ISBN 978-0-07-337577-9.
- Kmenta, Jan.  Second. New York: Macmillan. 1986: 292–298. ISBN 0-02-365070-2.
- Krämer, W.; Sonnberger, H. . Heidelberg: Physica. 1986.
- Maddala, G. S.; Lahiri, Kajal.  Fourth. Chichester: Wiley. 2009: 216–218. ISBN 978-0-470-01512-4.